# Nematocampa completa
Nematocampa completa är en fjärilsart som beskrevs av W. Warren 1904. Nematocampa completa ingår i släktet Nematocampa och familjen mätare. Inga underarter finns listade i Catalogue of Life.